# プログレスM1-10
プログレスM1-10は2003年にロシア連邦宇宙局が国際宇宙ステーション(ISS)の補給のために打ち上げたプログレス補給船。NASAではProgress 11や11Pなどとも称する。プログレス-M1 (11F615A55)型であり、シリアル番号は259番だった。

## 運用
プログレスM1-10は2003年6月8日10時34分(GMT)にバイコヌール宇宙基地1/5発射台からソユーズ-Uで打ち上げられた。
3日後の6月11日11時14分53秒(GMT)、M1-10はISSのピアースにドッキングした。
約3ヶ月間ドッキングを続け、ソユーズTMA-3の到着の準備として、同年9月4日19時41分44秒(GMT)にドッキングを解除した。ドッキング解除後、一ヶ月間ほどは軌道に残り、地球観測ミッションを行った。。10月3日の11時26分(GMT)ごろ軌道を離脱し、太平洋上の大気圏に再突入して燃え、燃え残りは12時38分49秒(GMT)に海上に落下した。

## 搭載貨物
プログレスM1-10は第7次長期滞在のクルー向けの食料、水、酸素などのほか科学研究用の装置類も積んでおり、宇宙ステーションの軌道補正用の燃料なども積んでいた。